# Schoonspringen op de Olympische Jeugdzomerspelen 2010 – 10 metertoren meisjes
Schoonspringen is een van de sporten die beoefend werden tijdens de Olympische Jeugdzomerspelen 2010 in Singapore. Het onderdeel 10 metertoren meisjes werd afgewerkt in het Toa Payoh Swimming Complex op 21 augustus 2010, om 20u30 plaatselijke tijd.

## Resultaten
| Plaats | Atleet               | Voorronde | Voorronde | Finale | Finale |
| Plaats | Atleet               | Punten    | Plaats    | Punten | Plaats |
| ------ | -------------------- | --------- | --------- | ------ | ------ |
| Goud   | Liu Jiao             | 491,45    | 1         | 479,60 | 1      |
| Zilver | Pandelela Pamg       | 413,30    | 2         | 454,35 | 2      |
| Brons  | Ji Hyang Sin         | 386,20    | 5         | 430,20 | 3      |
| 4      | Annika Lenz          | 407,00    | 3         | 429,50 | 4      |
| 5      | Kieu Duong           | 347,65    | 10        | 388,95 | 5      |
| 6      | Viktoriya Potyekhina | 383,20    | 6         | 385,95 | 6      |
| 7      | Hannah Thek          | 390,80    | 4         | 375,75 | 7      |
| 8      | Pamela Ware          | 357,90    | 9         | 373,05 | 8      |
| 9      | Teresa Vallejo       | 361,20    | 8         | 355,10 | 9      |
| 10     | Megan Sylvester      | 377,10    | 7         | 351,60 | 10     |
| 11     | Nicoli Cruz          | 313,85    | 11        | 322,10 | 11     |
| 12     | Myra Jia Wen Lee     | 280,25    | 12        | 273,95 | 12     |